# Objectsegregatie
Objectsegregatie, ook wel perceptuele segregatie genoemd, is een perceptuele vaardigheid waarin iemand een scheiding vaststelt tussen verschillende objecten. Het belang van deze vaardigheid wordt duidelijk als men bijvoorbeeld rondkijkt in een kamer. Objecten waar een ruimte tussen zit, zijn makkelijk te onderscheiden, maar zodra ze overlappen is het moeilijker om te bepalen waar een object begint en eindigt.

## Signalen
Voor objectsegregatie zijn drie soorten kennis nodig. Configurationele kennis gaat over de verwachtingen van een persoon over hoe de objecten meestal voorkomen. Het gaat hierbij om eigenschappen van het object, zoals vorm, patroon en kleur. Mensen groeperen objecten die gelijk zijn in deze eigenschappen.
Fysieke kennis gaat over de overtuigingen van de persoon over hoe een object zich beweegt en in aanraking komt met andere objecten. Hier hoort bij dat een object zich niet door een ander object heen kan bewegen en dat een object niet in de lucht kan blijven hangen zonder de ondersteuning van een ander object.
Ervaringsgerichte kennis gaat over de kennis welke specifieke objecten of typen objecten kunnen bestaan in de wereld, zowel specifieke objecten als abstracte objectcategorieën.

### Gestalt-principes
Bij objectsegregatie zorgen de Gestalt-principes voor het organiseren van hoe men de wereld waarneemt en daarmee hoe men overleeft in de wereld. Binnen de Gestaltpsychologie wordt er beschreven dat men visuele elementen groepeert wanneer deze elementen voldoen aan bepaalde principes. Deze principes worden Gestalt-principes genoemd en ze ondersteunen mensen bij het groeperen van en het onderscheid maken tussen objecten.
- Principe van goede voortzetting: Punten die een rechte of vloeiende lijn vormen wanneer ze verbonden zijn, worden gegroepeerd in de visuele perceptie. De lijnen worden zo gezien dat ze het meest vloeiende pad volgen. Als objecten gedeeltelijk bedekt worden door een ander object, worden ze gezien als verbonden waargenomen achter de bedekking.[6][7]

- Principe van Prägnanz (Principe van het goede figuur): Men ziet het patroon van de stimulus op zo'n manier dat het beeld van het eindresultaat zo simpel mogelijk is.[6]

- Principe van gelijkenis: Objecten die met elkaar overeenkomen worden gegroepeerd in de visuele perceptie. Objecten kunnen met elkaar overeenkomen in onder andere kleur, vorm, grootte en oriëntatie.[6]

- Principe van nabijheid: Objecten die dicht bij elkaar staan, worden gegroepeerd in de visuele perceptie wanneer de afstand tot een andere groep objecten groter is dan tussen de twee objecten in kwestie.[6]

- Principe van gemeenschappelijk lot: Objecten die in dezelfde richting bewegen worden gegroepeerd in de visuele perceptie. Zo ziet men een zwerm vogels die dezelfde kant op vliegen als één geheel. En als er enkele vogels vervolgens de andere kant in vliegen, neemt men deze vogels waar als een nieuwe groep.[6][7] Het principe van gemeenschappelijk lot geldt ook voor niet bewegende objecten. Wanneer objecten gelijktijdig lichter of donkerder worden in het optische veld, neemt men ze ook waar als één geheel.[6][7]

- Principe van gemeenschappelijke regio: Objecten die zich in dezelfde regio van ruimte bevinden worden gegroepeerd in de visuele perceptie. Dit principe overmeestert het principe van nabijheid.[6]

- Principe van uniforme verbondenheid: Een verbonden gebied dat dezelfde visuele eigenschappen bevat, wordt als één geheel waargenomen. Dit zijn eigenschappen zoals lichtheid, textuur, beweging of kleur. Ook dit principe overmeestert het principe van nabijheid.[6]

### Statische signalen
Statische signalen zijn visuele kenmerken van objecten die niet veranderen gedurende de tijd, die gebruikt kunnen worden voor objectsegregatie. Eigenschappen zoals vorm, kleur, textuur of grootte helpen bij het categoriseren van objecten. Kleur kan bijvoorbeeld gebruikt worden bij het scheiden van verschillende soorten fruit. Objecten met een verschil in textuur zijn ook te onderscheiden, bijvoorbeeld het verschil tussen objecten met een gladde en ruwe textuur. Ook de oriëntatie van een object kan gebruikt worden, zo zijn verticaal georiënteerde objecten te onderscheiden van horizontaal georiënteerde objecten. Diepte is ook een effectief signaal, doordat overlap tussen objecten ze duidelijk uit elkaar houdt.

### Gemeenschappelijke beweging
Gemeenschappelijke beweging is een signaal dat gebruikt kan worden voor objectsegregatie. Het verwijst naar het idee dat objecten die samen bewegen tot dezelfde groep behoren. Als een object beweegt maar iets op de achtergrond niet meebeweegt zijn deze objecten te onderscheiden. Er zijn verschillende soorten bewegingssignalen, waaronder richting. Als objecten niet exact dezelfde richting uit gaan zijn ze te onderscheiden. Snelheid is ook een bewegingssignaal. Als er een waarneembaar verschil is in snelheid tussen objecten kun deze in verschillende categorieën geplaatst worden. Beweging kan zorgen voor interacties tussen objecten. Door beweging kan er een overlapping ontstaan waardoor een diepteverschil zichtbaar is.

## Ontwikkeling
Kinderen gebruiken, net als volwassenen, configurationele, fysieke en ervaringsgerichte kennis voor de perceptie van objectsegregatie.
Om onderscheid tussen objecten te kunnen maken, wordt een proces van verschillende stappen doorlopen. Om objectsegregatie te bepalen, moeten kinderen eerst een representatie maken in hun hoofd van wat ze zien; daarna de verschillende waargenomen oppervlakken met elkaar vergelijken en deze informatie interpreteren aan de hand van hun configurationele kennis. Wanneer de eerste stap van dit proces niet wordt, kan het kind niet doorgaan met de volgende stap. Het kind kan dan niet correct voorspellen of datgene wat hij ziet één object is of meerdere objecten zijn. Door progressie te maken in het doorlopen van de stappen, wordt objectsegregatie van een kind beter.
Wanneer een baby tussen de drie en acht weken oud is, leert het gebruik te maken van gemeenschappelijke beweging als signaal voor objectsegregatie. Op een leeftijd van drie maanden hebben kinderen fysieke kennis. Volgens kinderen van deze leeftijd kunnen objecten bijvoorbeeld niet zonder ondersteuning in de lucht blijven hangen.
Informatie over de kenmerken van objecten wordt gebruikt door kinderen vanaf vier maanden oud. Kinderen van deze leeftijd maken gebruik van informatie over gemeenschappelijke beweging en ruimtelijke scheidingen tussen objecten. Dit kan alleen wanneer de eigenschappen niet te complex zijn om te kunnen verwerken. De complexiteit van de objecteigenschappen die kinderen kunnen verwerken, neemt toe naarmate het kind ouder wordt.
Vanaf een leeftijd van 4,5 maanden kunnen kinderen begrijpen dat verandering van eigenschappen van het object betekent dat het object waarschijnlijk een ander object is dan het object dat ze eerder zagen. Kinderen vanaf 4,5 maanden oud kunnen ook eerdere ervaringen gebruiken om voorspellingen te doen over hoe een object eruitziet en hoe het zich zal gedragen. Objecten die bekend zijn, hebben grenzen die bekend zijn voor de persoon die het object waarneemt. Wanneer een bekend object grenst aan een onbekend object, is het makkelijker om te bepalen of het object één geheel is of meerdere objecten dan wanneer er enkel onbekende objecten zijn.
Vanaf acht maanden kunnen de kinderen de drie soorten kennis combineren om een beeld te vormen van welke objecten met elkaar verbonden zijn en hoe zij zich (los van elkaar) zullen gedragen. Vanaf dit moment kan er gesproken worden van de aanwezigheid van objectsegregatie.

## Experimenten

### Kellman en Spelke
Het experiment van Kellman en Spelke (1983) onderzocht hoe zuigelingen objecten visueel van elkaar scheiden op basis van beweging. Vier maanden oude baby's werden gepresenteerd met een display waarop een staaf achter een blok leek te bewegen. Volwassenen zien dit typisch als één enkele staaf die achter een blok door beweegt.
Tijdens het experiment werd aan de baby's eerst de display getoond waar de staaf in beweging was (habituation display). Na gewenning werden twee testdisplays getoond: één met een hele staaf en één met een in tweeën gebroken staaf. De baby's keken langer naar de gebroken staaf, wat aangeeft dat ze de bewegende staaf tijdens de habituatie als een enkel object hadden waargenomen, vanwege de gemeenschappelijke beweging van de segmenten.
Dit experiment illustreert gemeenschappelijke beweging als een aanwijzing voor zuigelingen om objectgrenzen te herkennen. De resultaten tonen dat zuigelingen op een leeftijd van vier maanden over deze perceptuele vaardigheden beschikken, wat  hun interactie met en begrip van de wereld om hen heen verklaard.

### Needham en Baillargeon
Needham en Baillargeon (1997) onderzochten hoe acht maanden oude zuigelingen configurationele en fysieke kennis gebruiken bij het onderscheiden van objecten. In twee experimenten werden baby's getoond hoe verschillende objecten, zoals een octogoon en een cilinder naast elkaar stonden en bewogen.
In het eerste experiment bekeken zuigelingen twee identieke gele octogonen die zij aan zij stonden. De condities varieerden door een metalen plaat, de "blade", die aan de zijkant van de octogonen werd neergezet (blade-beside conditie) of tussen de octogonen werd geplaatst (blade-between conditie). De blade diende als een fysieke scheiding om te testen of de zuigelingen de octogonen als aparte objecten zouden beschouwen wanneer er een fysieke barrière tussen hen was. In de blade-beside conditie pakte een hand de rechter octogoon vast en trok deze opzij. De octogonen konden hierbij samen of apart bewegen. De resultaten toonden aan dat de zuigelingen langer keken wanneer de octogonen uit elkaar bewogen dan wanneer ze samen bewogen. Dit suggereert dat ze de octogonen als één enkel object beschouwden en verrast waren toen ze niet samen bewogen. In de blade-between conditie werd de metalen plaat tussen de octogonen neergelaten, waarna de rechter octogoon opzij werd getrokken. Ook hier konden de octogonen samen of apart bewegen. De zuigelingen keken langer wanneer de octogonen samen bewogen dan wanneer ze apart bewogen, wat suggereert dat ze de octogonen als twee aparte objecten beschouwden en verrast waren toen ze samen bewogen.
In het tweede experiment onderzochten Needham en Baillargeon hoe zuigelingen objecten onderscheiden op basis van fysieke ondersteuning. Ze gebruikten een gele cilinder (met een hoek van 90 graden) en een blauwe rechthoekige doos. In de eerste conditie van dit experiment, de cilinder-down conditie, stond de cilinder op de vloer naast de doos. Wanneer de cilinder werd vastgepakt en opzij getrokken, keken de zuigelingen langer als de cilinder en doos samen bewogen dan wanneer de cilinder alleen bewoog. Dit suggereert dat de zuigelingen de cilinder en doos als twee aparte objecten beschouwden. In de cilinder-up conditie werd dezelfde cilinder boven de vloer opgehangen naast de doos. Wanneer de cilinder werd vastgepakt en opzij getrokken, keken de zuigelingen langer als de cilinder alleen bewoog dan wanneer de cilinder en doos samen bewogen. Dit wijst erop dat de zuigelingen de cilinder en doos als één enkel object beschouwden vanwege de fysieke ondersteuning die de doos bood.
Deze experimenten tonen aan dat zuigelingen vanaf acht maanden zowel configurationele kennis als fysieke kennis gebruiken bij het onderscheiden van objecten. Ze combineren deze kennis effectief om ambiguïteiten op te lossen en een stabiel beeld van objecten in hun omgeving te vormen.

### Amy Needham en Avani Modi
De studie uitgevoerd door Needham en Modi (1999) onderzocht specifiek hoe eerdere ervaringen van zuigelingen met objecten, hun vermogen om objecten te segregeren beïnvloeden. Er wordt gekeken naar voorkennis over objecteigenschappen zoals vorm, grootte en kleur bijdraagt aan de perceptuele segregatie van nieuwe objecten tijdens visuele waarnemingstaken.  
Het onderzoek bestond uit een aantal fasen. Tijdens de vertrouwdheidsfase werden zuigelingen blootgesteld aan een lange blauwe doos met witte vierkanten en een gebogen gele cilinder, waarbij ze de mogelijkheid kregen om elk object individueel te observeren. In de testfase werd de cilinder door een hand verplaatst terwijl de doos stationair bleef. Er waren twee mogelijke gebeurtenissen tijdens de testfase. Tijdens de beweeg-samen gebeurtenis bewogen de doos en de cilinder samen als één object en tijdens de beweeg-apart gebeurtenis bewoog de cilinder onafhankelijk van de doos.
De resultaten van Needham en Modi's onderzoek toonden aan dat zuigelingen in staat zijn om eerdere ervaringen te gebruiken om objecten in nieuwe visuele contexten te segregeren. Er werd gevonden dat er langere kijktijden tijdens naar de beweeg-samen gebeurtenis en konden duiden op verrassing of verwarring, wat suggereert dat de zuigelingen de objecten als afzonderlijk herkenden en verwachtten dat ze onafhankelijk zouden bewegen. Deze resultaten toonden aan dat zuigelingen actief gebruikmaken van hun eerdere ervaringen om hun perceptuele wereld te organiseren.  

### Needham
In een ander experiment van Amy Needham, dat ook gebruikt wordt in het tweede experiment van Needham en Baillargeon, werd onderzocht hoe zuigelingen kenmerkelijke informatie gebruiken om objecten van elkaar te scheiden. Het onderzoek bestond uit drie experimenten die deels gebaseerd zijn op eerdere studies.
In het eerste experiment werden zuigelingen tussen 6,5 maanden tot 7,5 maanden onderzocht. Zij kregen een display te zien die bestond uit een gele cilinder met een zigzaggende rand aan de linkerkant en een hoge blauwe doos aan de rechterkant. De helft van de zuigelingen zagen de objecten naar elkaar toe bewegen en de andere helft zag de objecten van elkaar af bewegen. Zuigelingen van 7.5 maand oud konden de objecten van elkaar onderscheiden en ze zien als apart, maar jongere zuigelingen niet.
In het tweede experiment werd een display getoond die bijna hetzelfde was als de display in experiment één. Alleen de cilinder werd rechtgemaakt en de doos werd zo gedraaid dat er een zijde zichtbaar was. Deze display werd gezien als de versimpelde versie. Weer zag de helft van de zuigelingen de objecten naar elkaar toe bewegen en zag de andere helft ze van elkaar af bewegen. Bij dit experiment konden zuigelingen vanaf 4.5 maand al de objecten onderscheiden.
De functie van het derde experiment was om bewijs te vinden voor de hierboven benoemde bevindingen. In dit experiment werden de versies van de originele display uit het eerste experiment en de versimpelde versie van de display van het tweede experiment deels geblokt door een dun scherm. Dit scherm werd voor de grens tussen de cilinder en de doos geplaatst. De test condities werden weer onderscheden in naar elkaar toe bewegende objecten en van elkaar af bewegende objecten. Hierbij bleef wel het scherm voor de grens. De zuigelingen van 4.5 maand konden bij de simpele geblokte display wel object kenmerken gebruiken om ze te onderscheiden, maar bij de originele display met het scherm niet.
In alle experimenten is er eerst een fase waarin de objecten stilstaan waardoor de zuigelingen hiermee bekend kunnen worden, maar om te controleren dat dit de resultaten niet beïnvloede zijn er ook controle proeven gedaan waarbij de zuigelingen meteen de twee verschillende bewegende gebeurtenissen te zien kregen. De zuigelingen presteerden in deze controle proeven slechter, doordat er te weinig tijd was om de objecten te bestuderen.

## Illusies
Illusies kunnen gebruikmaken van objectsegregatie, wanneer het gaat om het onderscheiden van een object van zijn omgeving of van andere objecten. De meeste verklaringen over de neurale processen die zorgen voor perceptuele omkeringen van dubbelzinnige afbeeldingen, vallen in één van de twee klassen: bottom-up of top-down factoren.
Bottom-up verwerking, oftewel data-gebaseerde verwerking, is verwerking die is gebaseerd op stimuli die de receptoren bereiken. Bottom-up benaderingen gaan uit van de perceptuele omkeringsresultaten van passieve aanpassing vroeg in de visuele stroom.
Top-down verwerking, oftewel op kennis gebaseerde verwerking, is verwerking die gebaseerd is op kennis die een persoon al heeft. Top-down benaderingen leggen de nadruk op aandachts- of verwachtingsfactoren, die handelen in een centraal bestuurd actief besluitvormingsproces dicht bij het bewustzijn en later in de visuele hiërarchie. Deze verwerking wordt ondersteund door de effecten van ervaring, cognitieve toestand en leren van de proefpersonen.

### Figuur-grondsegregratie
Figuur-grondperceptie is het kunnen scheiden van een visueel gevormd beeld dat tegen vormloze achtergronden aan ligt, waarbij de twee gebieden een gemeenschappelijke grens hebben. Één van de twee gebieden wordt gezien als het figuur, dat gevormd is door de grens. Het andere gebied wordt gezien als een vormloze achtergrond in de buurt van de grens.
Het vermogen om een figuur-grondsegregatie uit te voeren heeft te maken met het proces van objectsegregatie. Figuur-grondsegregatie is een proces dat nodig is bij het ontstaan van illusoire figuren. Figuur-grondsegregatie vindt plaats wanneer de grens de neiging heeft om tot het figuur te behoren, terwijl het als achtergrond moet dienen. De achtergrond heeft de neiging om contourloos te zijn, dit wordt ook wel ‘de eenzijdige functie van de contour’ genoemd. Door deze eenzijdige functie kent het visuele systeem de contouren aan de figuur toe, waardoor de figuur-grondillusie ontstaat.
- Rubin-vaasillusie: De figuur-grondillusie kan onder andere ontstaan bij een afbeelding van een witte vaas met een zwarte achtergrond, ook wel de ‘Vaas van Rubin’ genoemd.[22] Men kan in de afbeelding twee soorten figuren zien, de witte vaas of de twee zwarte gezichten die ontstaan door de vorm van de vaas. Het andere figuur wordt dan rechtstreeks als ‘grond’ gezien.[22] Het visuele systeem moet beslissen of de grens die de twee gebieden scheidt tot het witte of het zwarte gebied behoort.[21] De Rubin-vaasillusie is omkeerbaar en ontstaat zonder bewuste inspanning.[22]
- Mijn vrouw en mijn schoonmoeder: Een ander voorbeeld is de optische illusie 'Mijn vrouw en mijn schoonmoeder' (My Wife and My Mother-in-Law). De waarneming die bij deze afbeelding ontstaat heeft met de spectrale eigenschappen van het licht, kennis, geheugen en kleurgerelateerde overtuigingen te maken.[23]
- Eend-haasillusie: Bij de eend-haasillusie (duck-rabbit illusion) ziet men automatisch als eerste een eend óf haas, maar na een tijdje kan ook het andere dier gezien worden, dat eerder nog niet zichtbaar was.[24]
- Kanizsa-illusie: De Kanizsa-illusie bestaat uit cirkels, driehoeken of vierkanten die een deel missen, waardoor er door illusoire contouren een vorm gezien kan worden die zich in werkelijkheid niet in de afbeelding bevindt. Illusoire contouren zijn contouren die niet aanwezig zijn, maar wel gezien worden, doordat de hersenen dat de beste optie vinden voor wat er op die plaats zou horen te komen.[25] De Kanisza-driehoek is een voorbeeld van de Kanizsa-illusie. Het visuele veld kiest ervoor om de illusie van de contouren te maken, waardoor de vorm ontstaat. Aangezien deze contouren bij de vorm horen, wordt er een onderscheid gemaakt tussen de vorm en de achtergrond, wat valt onder figuur-grond-segregratie.[21]
- Neckerkubus: De Neckerkubus is een illusie waarbij een 3D kubus vanuit verschillende hoeken waargenomen kan worden, maar waarbij het moeilijk te onderscheiden is welke lijnen de voorkant en welke lijnen de achterkant van de kubus voorstellen, waardoor de perceptie van de figuur en de grond verschuift.[26]

Deze bovenstaande illusies hebben allemaal te maken met objectsegregatie, omdat er beredeneerd kan worden dat het bij deze illusies gaat om het onderscheiden van een object van hun omgeving of andere objecten, wat bij objectsegregatie ook het geval is.

Kanizsa-driehoek
Rubin-vaas illusie
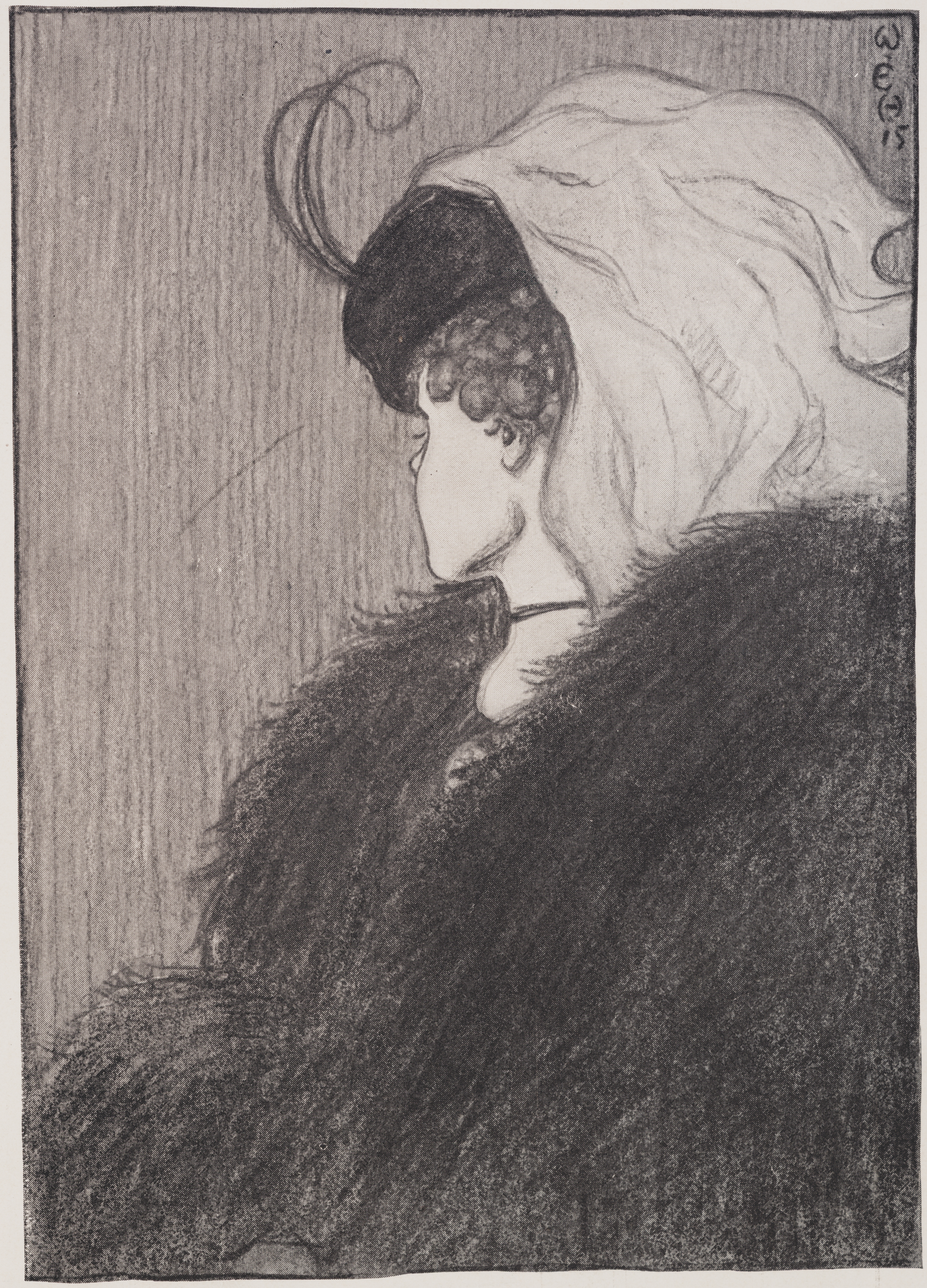
Mijn vrouw en mijn schoonmoeder
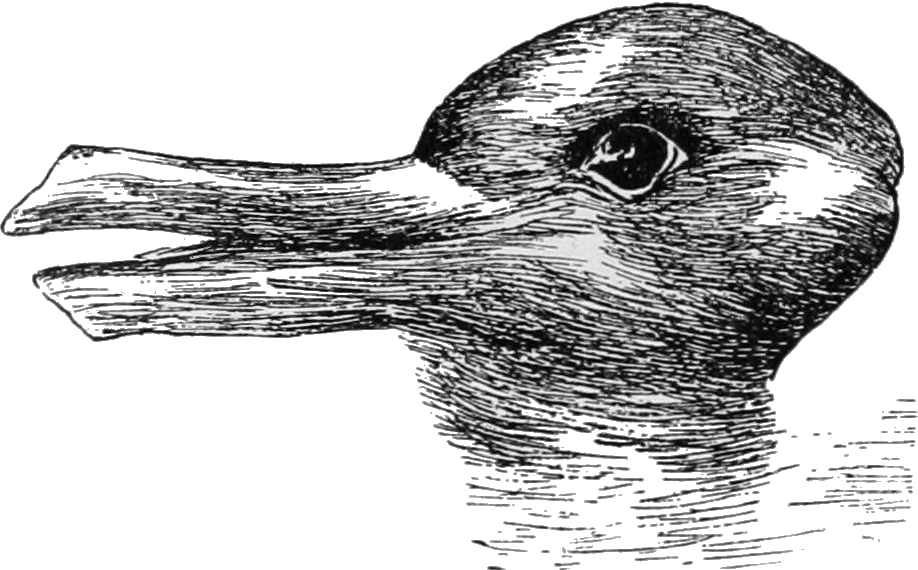
Eend-haasillusie
Neckerkubus